# Berlin-Görlitzer Eisenbahn-Gesellschaft

Strecken der Berlin-Goerlitzer Eisenbahn

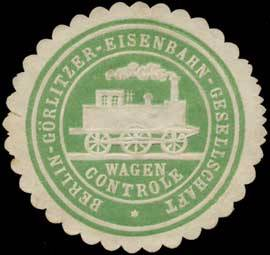
Siegelmarke der Berlin-Görlitzer-Eisenbahn-Gesellschaft

Die Berlin-Görlitzer Eisenbahn-Gesellschaft war eine private Eisenbahngesellschaft in Preußen.

## Geschichte
Die Strecke von Berlin nach Görlitz wurde durch den „Eisenbahnkönig“ Bethel Henry Strousberg als Generalunternehmer erbaut und in den Jahren 1866/1867 für den Personen- und Güterverkehr eröffnet. 1874 folgte die Eröffnung der Zweigbahn von Lübbenau über Senftenberg ins sächsische Kamenz, wo der Anschluss an die KP-Linie der Königlich Sächsischen Staatseisenbahnen nach Pirna hergestellt wurde. 1882 ging die Berlin-Görlitzer Eisenbahn in das Eigentum des Staates Preußen über und wurde damit Teil der Preußischen Staatseisenbahnen, nach 1920 der Deutschen Reichsbahn.

## Strecken
- Berlin–Cottbus (eröffnet am 13. September 1866)
- Cottbus–Görlitz (eröffnet am 31. Dezember 1867)
- Lübbenau–Kamenz (eröffnet am 1. Februar 1874)
- Görlitz–Seidenberg (eröffnet am 1. Juni 1875)
- Zittau–Nikrisch (eröffnet am 15. Oktober 1875)

## Überlieferung
Große Teile der Überlieferung der Berlin-Görlitzer Eisenbahn-Gesellschaft befinden sich in der Abteilung Dessau des Landesarchivs Sachsen-Anhalt.